# Pussycat Dolls Present: Girlicious
The Pussycat Dolls Present: Girlicious — второй и финальный сезон шоу Pussycat Dolls Present, в котором молодые амбициозные певицы и танцовщицы соревновались, чтобы стать группой «Girlicious». «Girlicious» — это творение Робин Антин, создательницы Pussycat Dolls, которая в первом сезоне искала «Следующую Куколку», но впоследствии стала искать полностью новую поп-группу под названием «Girlicious». «Girlicious», в отличие от Pussycat Dolls предполагалось сделать более урбанизированным трио, состоящим только из девушек. Это формат для второго сезона шоу Pussycat Dolls Present, сосредоточенный в основном на танцовщицах и певицах, ищущих славы в музыкальной индустрии.
Оно стартовало в понедельник, 18 февраля 2008 года. В этом сезоне участвуют 15 девушек, соревнующиеся за эти 3 вакантных места. Конкурентки: Алексис Пелеканос, Кэрри Джонс, Кассандра Портер, Шарлотта Бенеш, Чарли Никольс, Кристина Сэйерс, Илиза Джуриэд, Дженна Арцер, Кейша Генри, Кристин Влэйз, Мэган Дюпри, Натали Мехия, Николь Кордова и Тиффани Андерсон.
Альбом вышел 12 августа, а их первый сингл вышел в свет 22 апреля сразу после финала реалити-шоу. В тот же день был выпущен Stupid Shit. Их первый сингл можно послушать на их официальной странице myspace. Планировался очередной сезон «Pussycat Dolls Present», но потом шоу закрыли из-за низких рейтингов.

## Представления

### Эпизод 1: Давайте, Girlicious!
После знакомства, Кейша признается, что она лесбиянка, Чарли — что её отец умер, а Кассандра показывает девочкам своё тату, 15 полуфиналисткам было сказано, чтобы они выбрали одну песню, разбившись на группы по три человека. Результаты были следующими:
| Группа 1    | Группа 1                |
| ----------- | ----------------------- |
| Песня       | «Tainted Love»          |
| Исполнитель | The Pussycat Dolls      |
| Поют        | Алексис, Меган, Тиффани |

| Группа 2    | Группа 2                                |
| ----------- | --------------------------------------- |
| Песня       | «My Lovin' (You're Never Gonna Get It)» |
| Исполнитель | En Vogue                                |
| Поют        | Кейша, Илиза, Кэрри                     |

| Группа 3    | Группа 3                |
| ----------- | ----------------------- |
| Песня       | «Where Did Our Love Go» |
| Исполнитель | The Supremes            |
| Поют        | Джейми, Чарлин, Дженна  |

|             | Группа 4                    |
| Песня       | «Right Now»                 |
| Исполнитель | The Pussycat Dolls          |
| Поют        | Кристина, Кассандра, Николь |

| Группа 5    | Группа 5                  |
| ----------- | ------------------------- |
| Песня       | «We Got the Beat»         |
| Исполнитель | The Go-Go's               |
| Поют        | Шарлотта, Натали, Кристин |

Девочки тренируются, недостатки вокала Кейши сильно бросаются в глаза. Шарлотта и Натали ссорятся, когда Натали не хочет давать Шарлотте сапоги. Девочки идут в клуб «Tom Tom». В клубе девочки поют в караоке, а Илиза и Кэрри впечатляют жюри. По дороге домой у Дженны обнаруживают разорвавшуюся кисту, и её забирает скорая. Потом она проводит остаток прослушивания в инвалидном кресле, к удивлению Робин. В финальном представлении 2 и 5 группы считаются самыми худшими, но Илиза, Натали и Кэрри признаются лучшими, общее число уменьшается до 12 финалисток.
Вылетевшие: Шарлотта, Кристин, Кейша

### Эпизод 2: Уверенность
Девочки уходят в дом, а Кристина и Натали отделяются от остальных и сплетничают. Девочек учат уверенности в себе, они узнают, что их песни распределились следующим образом:

| Группа 1    | Группа 1                       |
| ----------- | ------------------------------ |
| Песня       | «Holiday»                      |
| Исполнитель | Мадонна                        |
| Поют        | Николь, Натали, Тиффани, Илиза |

| Группа 2    | Группа 2                          |
| ----------- | --------------------------------- |
| Песня       | «Baby One More Time»              |
| Исполнитель | Britney Spears                    |
| Поют        | Мэган, Кассандра, Джейми, Алексис |

| Группа 3    | Группа 3                       |
| ----------- | ------------------------------ |
| Песня       | «Tearin' Up My Heart»          |
| Исполнитель | *NSYNC                         |
| Поют        | Кэрри, Чарли, Дженна, Кристина |

Потом они идут играть в бейсбол, где они узнают, что их задача состоит в том, чтобы петь национальный гимн перед публикой. После первой проверки отобрана группа, составленная из Кэрри, Чарли, Дженны и Кристины, и Кэрри выигрывает. По дороге домой Натали поссорилась со своими коллегами по команде, обвинив её в том, что она недостаточно выложилась в этом состязании. После финального исполнения Baby One More Time единодушно признается худшей, и Меган выгоняют из-за слишком большой театральности.
Вылетела: Меган

### Эпизод 3: Харизма
Эта неделя о харизме. Робин отбирает лидеров в команду: Кэрри, Кристину и Чарли и Айлизу последней. Песни распределились следующим образом:

| Группа 1    | Группа 1                           |
| ----------- | ---------------------------------- |
| Песня       | «These Boots Are Made for Walkin'» |
| Исполнитель | Nancy Sinatra                      |
| Поют        | Чарли, Тиффани, Николь             |

| Группа 2    | Группа 2                          |
| ----------- | --------------------------------- |
| Песня       | «Girls Just Wanna Have Fun»       |
| Исполнитель | Cyndi Lauper                      |
| Поют        | Кэрри, Джейми, Алексис, Кассандра |

| Группа 3    | Группа 3                       |
| ----------- | ------------------------------ |
| Песня       | «Respect»                      |
| Исполнитель | Aretha Franklin                |
| Поют        | Кристина, Натали, Джена, Илиза |

Илиза борется в соревновании за иммунитет, исполняя «I don’t need a man» перед требовательными фанатами, где она заняла второе место после Натали, которая выиграла иммунитет. Потом она рассказывает девочкам свою историю жизни с пороком сердца и хочет вдохновить людей её музыкой. Тем временем, Тиффани критикуют за то, что она чрезмерно преувеличивает свой голос.
Во время последнего исполнения, жюри считают все группы хорошими, а Кристина попадает на предпоследнее место вместе с Алексис, которая вылетает из-за того, что не сильно выделяется.
Вылетела: Алексис

### Эпизод 4: Стиль
Девочки на этой неделе узнают о стиле, и им раздают песни в следующем порядке:

| Группа 1    | Группа 1                       |
| ----------- | ------------------------------ |
| Песня       | «Take Your Time (Do It Right)» |
| Исполнитель | SOS Band                       |
| Поют        | Чарли, Натали, Николь          |

| Группа 2    | Группа 2                   |
| ----------- | -------------------------- |
| Песня       | «Heart of Glass»           |
| Исполнитель | Blondie                    |
| Поют        | Джейми, Илиза, и Кассандра |

| Группа 3    | Группа 3                         |
| ----------- | -------------------------------- |
| Песня       | «Dim All the Lights»             |
| Исполнитель | Donna Summer                     |
| Поют        | Кристина, Тиффани, Дженна, Кэрри |

Кассандра начинает беситься, потому что песню очень сложно спеть, и у неё недостаточно голоса для неё. Девочки преображаются с ног до головы, а Джейми борется с рыжими волосами, пока Натали произносит свою позорную фразу: «Красота — это талант». На этой неделе и Кристина, и Дженна борются с фактом, что они были среди тех, кого Робин вызвала в последнюю очередь на прошлой неделе, но Робин говорит им, чтобы они научились, как нужно справляться с конструктивной критикой. Дженну тоже критикуют другие девушки из-за лени. Проблема затрагивает девочек, работающих над новым имиджем для красной ковровой дорожки для журнала «In Touch Weekly», в котором победила Николь.
После представления, группа из Джейми, Илизы и Кассандры считается худшей, несмотря на то, что Рон заявляет, что они должны выгнать Джейми за её отношения, Робин со слезами на глазах выгоняет Кассандру, из-за того, что у неё недостаточно сильный голос, что вполне достаточно для вылета, если вспомнить о Мариеле из прошлого сезона.
Вылетела: Кассандра

### Эпизод 5: Стычка на кухне / Сексуальность
Тема это недели — сексуальность, и Робин поднимает ставки, показывая, что 2 девочки пойдут домой, напугав Джейми, так как ей теперь нужно заработать 2 места при вызове. Песни распределились следующим образом:

| Группа 1    | Группа 1                     |
| ----------- | ---------------------------- |
| Песня       | «Hit Me with Your Best Shot» |
| Исполнитель | Pat Benatar                  |
| Поют        | Николь, Кристина, Дженна     |

| Группа 2    | Группа 2              |
| ----------- | --------------------- |
| Песня       | «Piece of My Heart»   |
| Исполнитель | Janis Joplin          |
| Поют        | Кэрри, Илиза, Тиффани |

| Группа 3    | Группа 3                |
| ----------- | ----------------------- |
| Песня       | «I Want You to Want Me» |
| Исполнитель | Cheap Trick             |
| Поют        | Джейми, Натали, Чарли   |

Задача состоит в сексуальном танце под «Do It» Нелли Фуртадо, а Чарли и Кристина занимают первые позиции. Кристина выигрывает из-за взаимопонимания с партнером, наряду с тем что она и Чарли получают бриллиантовое колье Hello Kitty. Формируется группа из Дженны, Натали и Кристины («JNC») с одной стороны и, Николь, Чарли и Тиффани («TNC») с другой, и они приходят в ярость, когда Чарли критикует девочек за излишнюю сексуальность. Тиффани и Чарли набрасываются на девочек, которые спровоцировали их, в то время, как удивлённая Джейми наблюдает за ними. Натали узнает, что её бабушка умерла, но заставляет себя работать ради семьи.
Потом Дженна просыпает всю репетицию и думает о том, чтобы уйти из-за вражды с другой группировкой, но её отговаривает Робин. В конце выступления, Рон снова не согласен с Робин, и хочет, чтобы Дженну выгнали, но в конце выгоняют Джейми из-за недостатка вокала, и Илизу из-за недостатка знаний о сексуальности.
Вылетевшие: Джейми и Илиза

### Эпизод 6: Выражение через вокал
Тема этой недели — выражение через вокал, и девочки записывают первую песню «Girlicious» «Leave You Alone», и несмотря на то, что Натали впечатлила Рона, Тиффани выигрывает иммунитет. Однако Натали хвалят за «внезапную атаку». Потом девочкам раздают попурри. Николь, Чарли, Дженна и Натали песню «Emotion». Позже Кэрри, Тиффани и Кристина исполняют «Flashdance….What a feeling» и, наконец, в конце попурри все девочки, которые остались в соревновании исполняют танцевальные движения под последнюю песню.
| Группа 1    | Группа 1                                                 |
| ----------- | -------------------------------------------------------- |
| Песня       | «Emotion» / «Flashdance... What a Feeling» попурри       |
| Исполнитель | Destiny's Child / Irene Cara                             |
| Поют        | Николь, Чарли, Дженна, Натали, Кэрри, Кристина, Тиффани. |

Кристине советуют раскрепоститься, но в последнюю минуту из-за не знания слов её часть заменяют Кэрриной. Чарли борется, чтобы её не выгнали из дома, её отец умер, когда она была в учебной поездке и получает дополнительные занятия с Кенном Хиксом. Тем временем, Натали кричит на Кенна Хикса, после того, как он отказывается дать ей песню, которую она хочет петь, но потом извиняется после дискуссии с Кэрри и Тиффани. Кристина становится предпоследней на вылет с Дженной, которую критикуют за недостаток энергии. В конце Дженна вылетает.
Вылетевшие: Дженна

### Эпизод 7: Взгляд назад
Этот эпизод показывает отснятый материал, не показанный ранее, такое как скрытые таланты девочек, урок польского танца, которое Алексис отказывается посещать за несколько дней до того, как её выгонят, Кэрри, Дженна, Илиза и Кристина заигрывают с танцорами и оговорки судей.
- В этом эпизоде, редакторы ошибочно оставили сцену с Кенном Хиксом и 5 оставшимися девочками, поющих Leave You Alone, в котором позволило понятливым фанатам понять, что Кэрри возможно вылетит в следующем эпизоде.

### Episode 8: Статус звезды
Неделя о статусе звезды и натянутых отношений между 2 группировками.
Шесть девушек остались делать клип для сингла «Leave you alone».
Чарли выиграла в борьбе. На этой неделе песни были такими: